# MediaWays
Die mediaWays GmbH war 1996 als Joint Venture von Bertelsmann und debis Systemhaus in Gütersloh gegründet worden, um für AOL in Deutschland ein Einwahlnetz aufzubauen. In der Folgezeit wurde dieses Einwahlnetz auch von anderen Anbietern genutzt, u. a. von CompuServe, RTL und Lycos mit ihrem Dienst Comundo. Es wurden auch Firmenkunden wie Toyota oder Bertelsmann ans Netz angebunden. Als weiteres Standbein wurden Serverdienste im Portfolio etabliert, so betrieb mediaWays die Webportale von RTL, Spiegel Online, Focus und weitere Dienste für die Endkunden der Einwahldienste, wie Mailserver und Homepageserver.
Im Jahr 2000 wurde debis von der Telekom übernommen. Um Kartellauflagen zu vermeiden (mediaWays hatte als Reseller im Schmalbandmarkt, des damaligen Haupt-Internetzugangsproduktes, als zweitgrößter Anbieter nach der Telekom einen 35-prozentigen Marktanteil), wurden die mediaWays-Anteile verkauft. Die Anteile wurden von Bertelsmann übernommen.
Mitte 2000 expandierte mediaWays nach Großbritannien, um dort ebenfalls ein Einwahlnetz für AOL aufzubauen.
Im Februar 2001 übernahm Telefónica für 1,6 Mrd. US-Dollar mediaWays komplett.
Im Mai 2001 übernahm mediaWays den Hostingdienstleister Paderlinx.
Im Februar 2003 wurde das Unternehmen mit der im Februar 2002 von Telefónica Data übernommenen HighwayOne verschmolzen und in Telefónica Deutschland GmbH umbenannt.